# Насір оль-Мольк
Насір оль-Мольк (перс. مسجد نصیر الملک‎‎) — мечеть в іранському місті Шираз провінції Фарс (Іран). Неофіційна назва — «Рожева мечеть».

## Історія
Була побудована в 1876—1888 роках в Ширазі, за наказом мірзи Хасан Алі Насір-оль-Мулька, що належав до каджарської династії. Розташована в місці Гоаде-е-Арабан (поблизу відомої мечеті Шаха Черега). Проектувальниками був Мухаммед Хасан-е-Мемер і Мухаммед Реза Касі Пас-е-Сірасі. Вважається однією з найкращих мечетей Ірану.
Мечеть все ще працює за призначенням при захисті Фонду цільового капіталу Насір оль Мульк.

## Опис
Найефектніше мечеть виглядає зі сходом сонця, вона побудована таким чином, щоб вікна були буквально залиті світлом. Це своєрідний алегоричний заклик до ранкової молитви, адже саме вона дозволяє віруючим пізнати справжній світ — благословіння Аллаха. У дизайні мечеті екстенсивно використовується кольорове скло у фасаді, також показані інші традиційні елементи.
Усередині все викладено різнобарвною мозаїкою, замість звичайних вікон встановлені різнокольорові вітражі. У залежності від часу дня сонячне світло,  проходячи через ці вітражі, створює калейдоскопічний ефект. Промені перетворюють зали мечеті на сліпучий лабіринт.
Візерункові мозаїки можна побачити не лише на стінах, але й на численних арках і склепінних стелях. На підлозі лежить яскрава рожева плитка, в холодну пору року підлогу повністю закривають килимами.
Крім чарівного внутрішнього оздоблення, відвідувачі можуть побачити в одній з частин мечеті обладнаний музей, що розповідає історію її створення, а також прогулятися внутрішній двориком, де облаштовано мальовничий басейн з живими рибками.

## Галерея

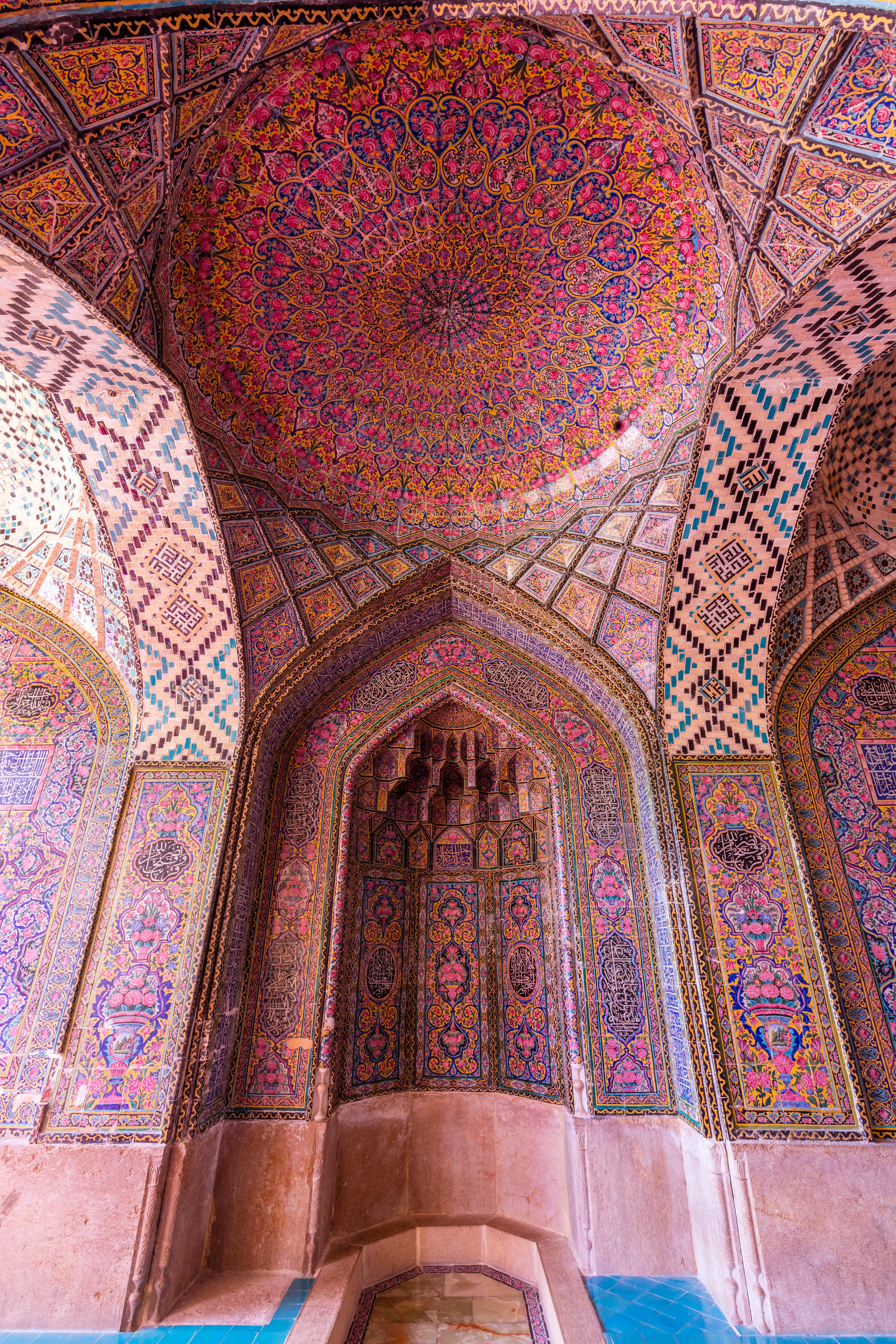
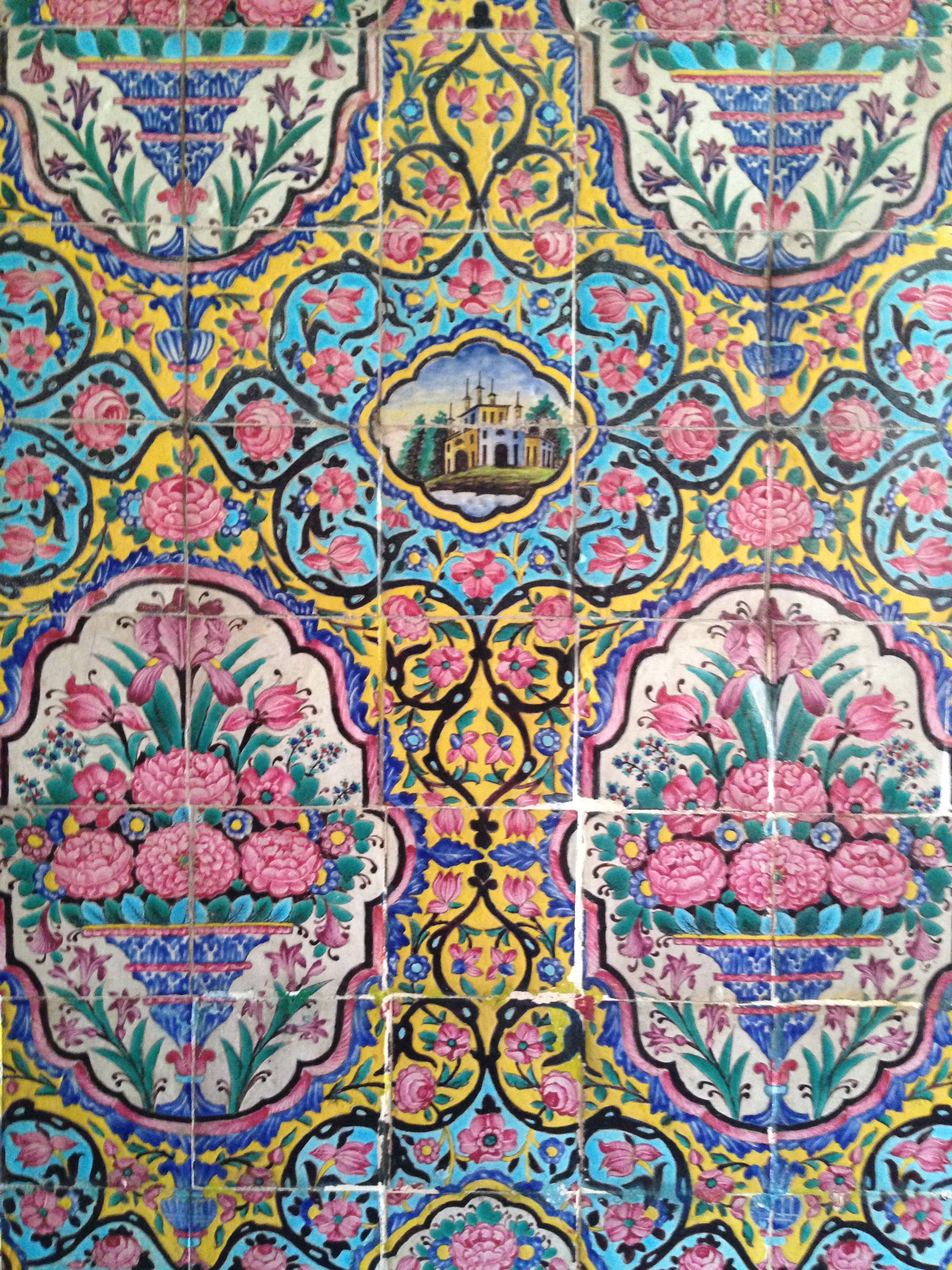
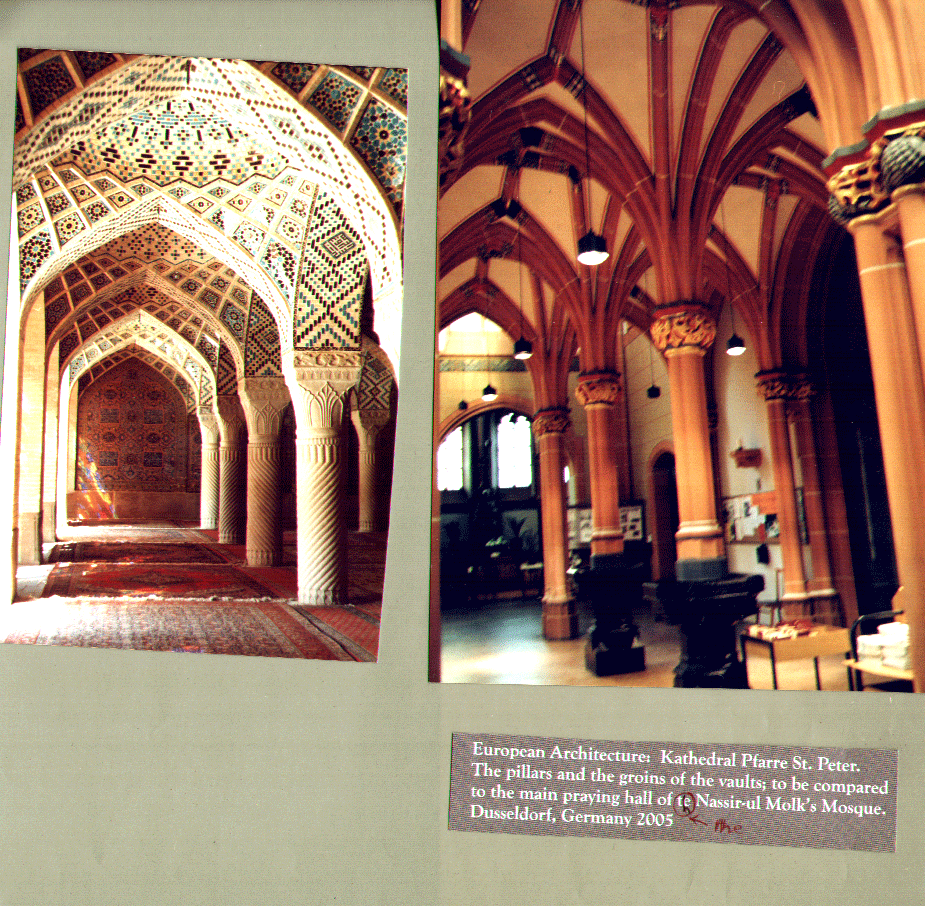
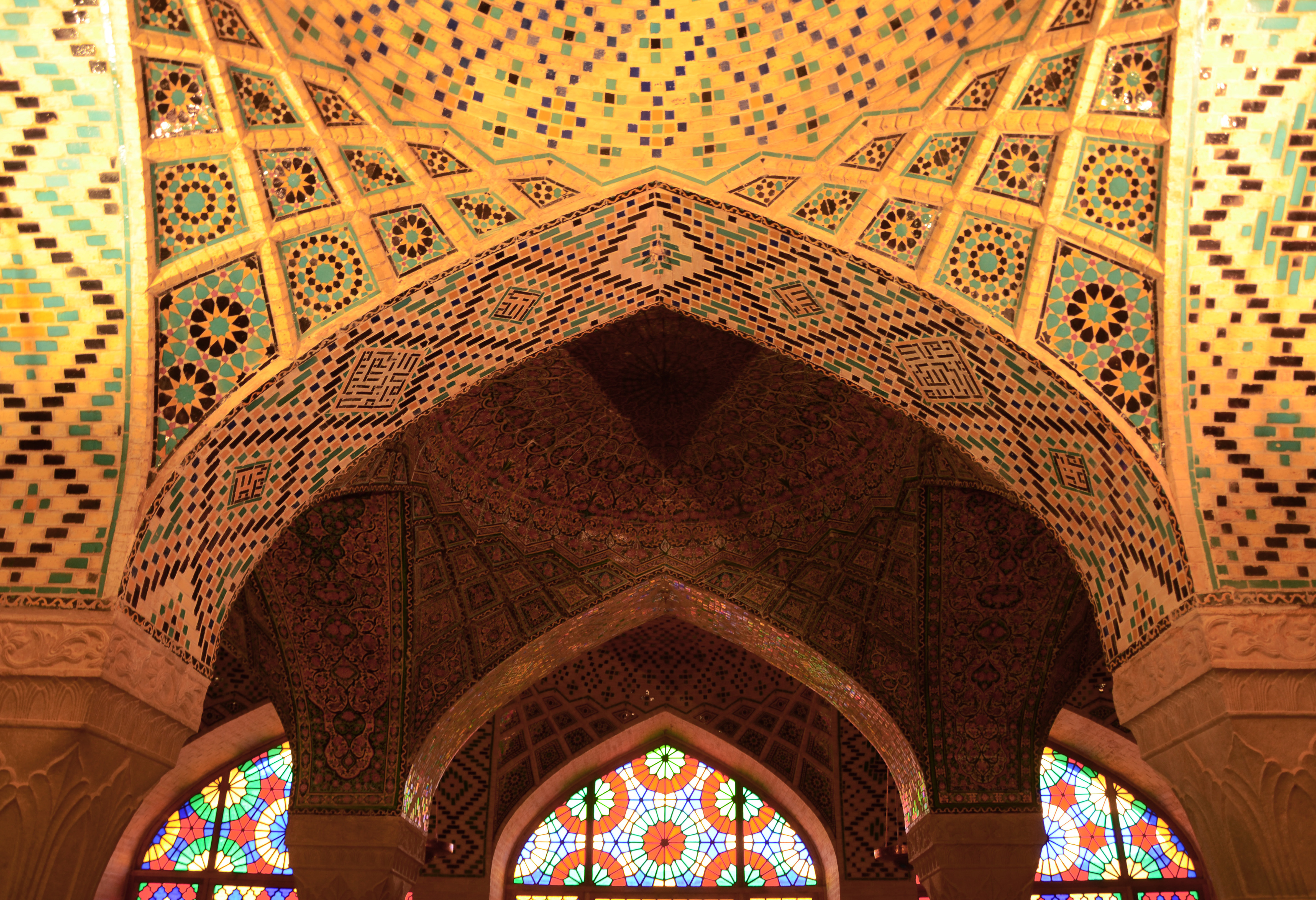
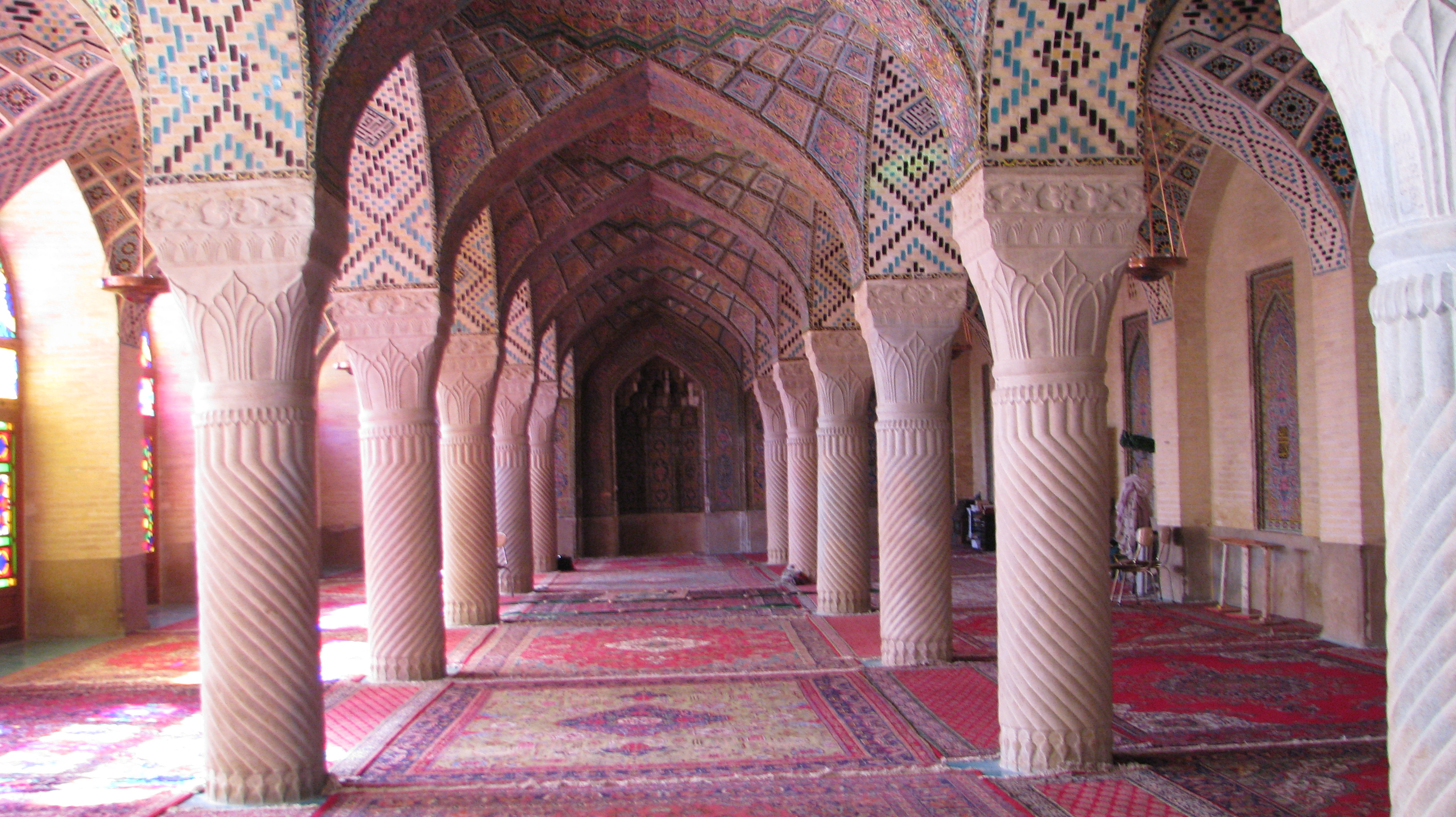
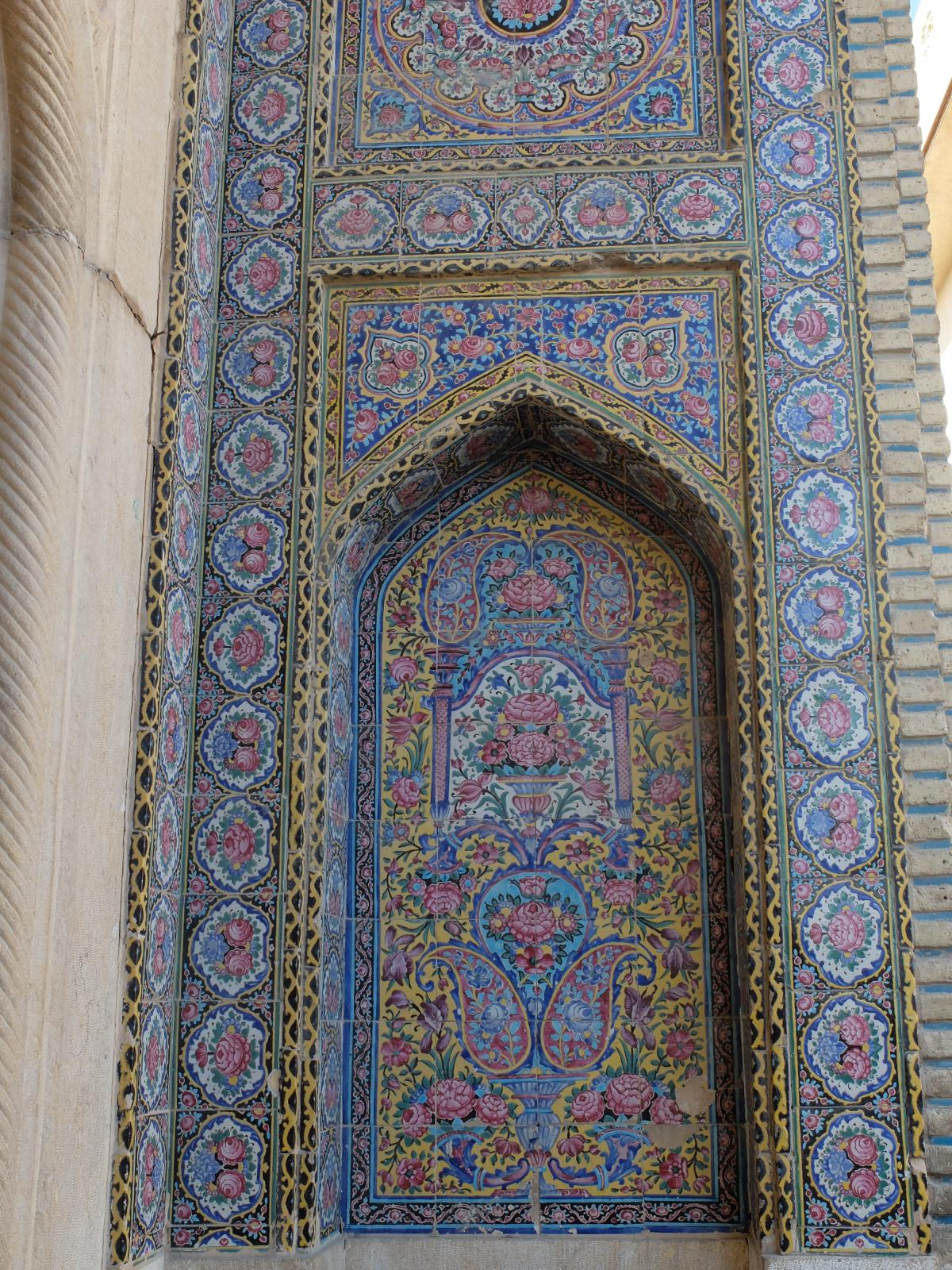
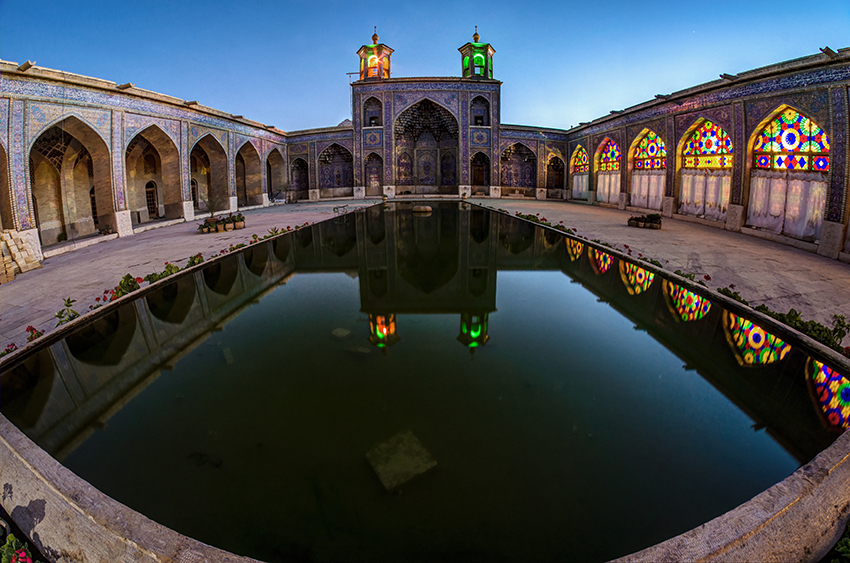